# Literatura bułgarska srebrnego wieku
Literatura bułgarska srebrnego wieku – literatura bułgarska II połowy XIV wieku i I połowy wieku XV. 
Jej początki przypadają na długie panowanie cara Iwana Aleksandra - 1331-1371. Mecenat monarchy i ferment umysłowy w Bizancjum ogarniętym ruchem hezychastycznym doprowadziły do powstania ośrodka piśmiennictwa bułgarskiego w monasterze w Kilifarewie skupionego wokół mnicha Teodozjusza. Największy rozkwit piśmiennictwa bułgarskiego tego okresu wiąże się z osobą Eutymiusza, ucznia Teodozjusza, ostatniego patriarchy Tyrnowa. Po upadku Bułgarii jego uczniowie, wśród których do najznakomitszych pisarzy należą: Cyprian i Grzegorz Cambłak oraz Konstantyn Kostenecki, emigrowali do Serbii, Mołdawii, Moskwy i na Litwę, kontynuując dzieło swego mistrza.

## Ożywienie umysłowe

Iwan Aleksander i jego rodzina. Ilustracja z Ewangeliarza cara Iwana Aleksandra

Lata panowania cara Iwana Aleksandra przyniosły wyraźne ożywienie religijne i umysłowe. Na przełomie XIII i XIV mnich grecki Grzegorz Synaita zaczął nauczać ascetycznych praktyk prowadzących do mistycznego obcowania z Bogiem, początkowo na górze Athos, a następnie w założonej przez siebie pustelni w Parorii, na pograniczu bułgarsko-bizantyńskim w górach Strandża. Ruch nazwany hezychastycznym szybko rozprzestrzenił się po monasterach słowiańskich i greckich. Hezychaści dążyli do oglądania wiekuistej światłości, jaka objawiła się apostołom na górze Tabor. Droga do tego wiodła przez pokutę, oczyszczanie się z ziemskich namiętności i kontemplację. Zalecali odmawianie modlitwy Jezusowej, której miały towarzyszyć ćwiczenia oddechowe i odpowiednia postawa. W Bułgarii głównym nauczycielem hezychazmu stał się Teodozjusz Tyrnowski. Ruch hezychastyczny zacieśnił poczucie wspólnoty prawosławnej pomiędzy Grekami, Bułgarami i Serbami, przyczyniając się jednocześnie do wzmożenia wpływów bizantyńskich.
W chylącym się ku upadkowi państwie bułgarskim wraz z rozkwitem kultury dworskiej i szerzeniem się ruchu ascetyczno-mistycznego, być może nie bez związku z epidemią roku 1348, wystąpił też rozkład obyczajów i pojawiły się w wielkiej ilości zabobony i herezje. Adamici, na dawnych uroczyskach pogańskich odprawiali nocne orgie; przybyły z Konstantynopola mnich Teokryt składał ofiary pod świętym dębem, a mniszka Irina z Sołunia w otoczeniu swych zwolenników wprawiała lud w zgrozę rozwiązłością. Pojawili się znowu bogomili i warlaamici.

## Tyrnowska szkoła piśmiennictwa

### Początki
Mecenat cara, a z drugiej strony ferment religijny i umysłowy w Bizancjum przyczyniły się do powstania i krótkiego choć świetnego rozwoju piśmienniczej szkoły tyrnowskiej. Za jej twórcę uważa się Teodozjusza Tyrnowskiego, ucznia Grzegorza Synaity, twórcy ruchu hezychastycznego. Teodozjusz na wzór pustelni mistrza w Parorii założył około 1350 roku monaster w Kilifarewie pod Tyrnowem. W krótkim czasie monaster Narodzenia Matki Bożej w Kilifarewie stał się ośrodkiem piśmiennictwa i promieniowania hezychazmu. Dzięki kontaktom Teodozjusza z Athosem i Konstantynopolem w szkole tyrnowskiej rozwinęło się piśmiennictwo religijne ściśle związane z ówczesnym piśmiennictwem bizantyńskim. Powstały liczne hagiografie rozwijające twórczo schematy opracowane w X wieku przez Symeona Metafrastesa. Rozwinął się też własny styl szkoły charakteryzujący się bogactwem wymyślnych ozdób retorycznych, nazywany splataniem słów.

### Eutymiusz
Uczniem Teodozjusza był najwybitniejszy bułgarski pisarz XIV wieku Eutymiusz, ostatni patriarcha tyrnowski. Urodzony około 1330 roku, uczył się w klasztorach bułgarskich, w połowie XIV wieku był już mnichem. W roku 1363 Eutymiusz towarzyszył Teodozemu do Konstantynopola, a następnie jakiś czas spędził na Górze Athos, przyswajając u źródeł doktrynę hezychastyczną. W 1371 roku popadł w niełaskę i z rozkazu cesarza bizantyńskiego został uwięziony. Wygnany z Bizancjum, powrócił do Tyrnowa, gdzie założył monaster Trójcy Świętej. W 1375 roku został obrany patriarchą Bułgarii.
Po powrocie do kraju stał się przywódcą ruchu kulturalnego, który ogarnął ówczesną Bułgarię. Przy pomocy uczniów porównał przekłady tekstów liturgicznych, dokonanych w ciągu wieków z oryginałami. Usunął błędy za podstawę przyjmując język Cyryla i Metodego, który w tym czasie znacznie różnił się od języka potocznego. Przeprowadził reformę ortograficzną znaną głównie z relacji uczniów. Ujednolicił użycie jerów, nosówek, interpunkcji. Reforma, poparta przez cara Iwana Szyszmana została wprowadzona w życie na terenie carstwa tyrnowskiego. Stamtąd miała się później rozpowszechnić w Serbii i na północy: w Mołdawii i na Rusi.
Eutymiusz pozostawił po sobie bogatą spuściznę piśmienniczą: mowy pochwalne, objaśnienia dogmatów wiary i obrzędów liturgicznych oraz żywoty świętych. Zachowały się cztery żywoty poświęcone: Janowi (Iwanowi) Rilskiemu, Hilarionowi Myglynskiemu, Filotei Temniszkiej i Petce Tyrnowskiej oraz cztery mowy pochwalne. Najbardziej interesujący żywot świętego Iwana z Riły, pierwszego bułgarskiego świętego, poprzedzony został traktatem na temat ascezy. Spośród mów pochwalnych najciekawsza została napisana ku czci Konstantyna Wielkiego i  świętej Heleny. Eutymiusz czerpał materiał do swych prac z dawniejszych utworów rodzimych i greckich, przerabiał je jednak zgodnie z ówczesnymi wzorcami bizantyńskimi. Pod jego piórem święci nabierali rysów hezychastycznych: w samotności zmagali się z demonami i dostępowali wizji boskiej światłości. Oprócz opisów stanów duchowych w żywotach pojawił się abstrakcyjny psychologizm, a także polemiki antyheretyckie, do których argumenty czerpał głównie z Dogmatycznej panoplii Zigabenosa z XII wieku.
Żywoty i mowy pochwalne pisał Eutymiusz przede wszystkim na uroczystości kościelne ku czci tych świętych, których relikwie znajdowały się w Tyrnowie. W pozostawionych przez niego żywotach coraz większą rolę odgrywają dzieje wędrówki relikwii świętego. Stylizowane na latopis sławią one carów bułgarskich, którym stolica zawdzięczała sprowadzenie relikwii. 
Całą twórczość Eutymiusza przenika troska o odnowę życia kościelnego, w którym upatrywał ratunek dla państwa. Zwracał się z pouczeniem do władców. W Żywocie świętego Iwana Rilskiego mówił o potrzebie gromadzenia wojsk i oręża. W Słowie pochwalnym o Konstantynie i Helenie stawiał carowi Iwanowi Szyszmanowi za przykład świętego Konstantyna, jako władcę który służył Kościołowi. W żywotach w patetycznych modlitwach zwracał się do świętych o ocalenie Tyrnowa przed zgubą i obcym najeźdźcą. W swej twórczości Eutymiusz dużo miejsca poświęcał przeszłości Bułgarii, co może świadczyć o rosnącym zainteresowaniu tematyką ojczystą w zagrożonym przez Turków kraju.
Twórczość Eutymiusza cechuje bogactwo języka operującego licznymi porównaniami i przenośniami oraz poetyczne ujęcie natury.  Ozdobnym stylem swych prac nawiązywał do współczesnych mu wzorów greckich, choć jednocześnie podziwiał prostotę stylu świętych Cyryla i Metodego, których pamięć otaczał głęboką czcią. Wzorem hezychastów wyrażał lęk, że nie zdoła wysławić świętości dostatecznie pięknie (po lěpotě) i tym kunsztowniej splatał słowa mnożąc wykrzykniki i pytania retoryczne, długie łańcuchy synonimicznych epitetów, wyszukanych porównań i metafor, sięgając po cytaty z Pisma Świętego, alegorie i symbole i łącząc wszystko w zawiłe okresy swej prozy.
W 1393 roku Eutymiusz kierował obroną Tyrnowa przed Turkami. Po upadku miasta został przez zdobywców zesłany do monasteru baczkowskiego.

### Jego uczniowie
Eutymiusz pozostawił po sobie uczniów, którzy kontynuowali jego prace. Do najwybitniejszych należeli Cyprian i Grzegorz Cambłak oraz Konstantyn Kostenecki, którzy po upadku Tyrnowa przenieśli tradycje tyrnowskiej szkoły piśmienniczej daleko poza granice Bułgarii. 

#### Cyprian
Cyprian, stryj Grzegorza Cambłaka, został najpierw w 1375 roku arcybiskupem Kijowa, a następnie w 1389 roku metropolitą moskiewskim i całej Rusi. Urząd ten pełnił do 1406 roku. Jako głowa ruskiego Kościoła nakłaniał ruskie biblioteki klasztorne do zakupowania rękopisów południowo-słowiańskich, przez co uratował wiele cennych tekstów starobułgarskich. Idąc w ślady swego mistrza zreformował ruską ortografię. Pisał posługując się stylem Eutymiusza. Pozostawił liczne dzieła o treści religijnej. Rozpoczął  zestawianie materiałów pierwszej kroniki moskiewskiej. Sporządził też indeks zakazanych ksiąg heretyckich.

#### Grzegorz Cambłak
Grzegorz Cambłak, również uczeń Eutymiusza, urodził się około 1362 roku w arystokratycznej rodzinie tyrnowskiej. Przez jakiś czas przebywał na górze Athos i w Konstantynopolu. Znał klasztory serbskie, był opatem w klasztorze Visoki Dečani. W latach 1401–1406 przebywał jako wysłannik patriarchy Konstantynopola w Mołdawii. Stamtąd udał się do Moskwy, gdzie występował przeciwko pretensjom patriarchy moskiewskiego do zwierzchności nad Kijowem. Poparty przez Jagiełłę i Witolda został  w 1415 roku przez synod duchowieństwa prawosławnego w Nowogórdku obrany patriarchą kijowskim, wbrew protestom patriarchy Konstantynopola, który nawet posunął się do ekskomuniki Grzegorza. Godność tę pełnił do śmierci w 1420 roku. W 1418 roku jako przedstawiciel duchowieństwa rusko-litewskiego wziął udział w obradach soboru w Konstancji jako zwolennik unii Kościołów. 
Był autorem mów pochwalnych i panegiryków.  W latach 1415–1418 napisał w Kijowie, najlepszą ze swych mów, Pochwałę Eutymiusza, utrzymaną w stylu splatania słów, choć pokrewną gatunkowo  biografii. W Pochwale znalazł się barwny opis oblężenia Tyrnowa przez Turków, pożegnanie patriarchy Eutymiusza z ludnością miasta i dramatyczne sceny, jakie nastąpiły po zdobyciu bułgarskiej stolicy przez Turków. Wielkim uznaniem cieszyły się napisane przez Grzegorza eulogie świętych, których pozostawił po sobie ponad 20. Szczególną wartość ma jego Żywot Stefana Deczańskiego, króla serbskiego, który zginął śmiercią męczeńską w I połowie XIV wieku. 

#### Joasaf z Widynia
Zwolennikiem Eutymiusza był też Joazaf z Widynia (Joasaf Bdiński), mianowany metropolitą tego miasta w 1392 roku. Ułożył on eulogię poświęconą świętej Filotei, opartą w znacznej mierze na żywocie tejże świętej napisanym przez Eutymiusza. Dzieło swoje Joasaf  stworzył w 1395 roku dla uczczenia przeniesienia relikwii świętej  z Tyrnowa do Widynia. W tekście znalazł się lament nad zdobyciem Tyrnowa przez Turków w 1393 roku

#### Konstantyn Kostenecki
Ostatnim wybitnym przedstawicielem szkoły tyrnowskiej  był Konstantyn z Kostenca (Kostenecki), zwany też Konstantym Filozofem. Urodzony około 1380 roku, wychowany przez jednego z uczniów Eutymiusza w baczkowskim monasterze, około 1410 roku uciekł przed Turkami do Serbii, gdzie przyjął go serbski despota Stefan Lazarević (1389-1427). W Serbii rozwinął działalność literacką i dydaktyczną. Przeprowadził reformę ortografii serbskiej, na wzór reformy Eutymiusza, obejmującą fonetykę, interpunkcję i terminologię liturgiczną. Pozostawił po sobie traktat gramatyczny Przepisy dotyczące pisma (Skazanie izjavlenno v pismeneh) napisany około 1425 roku, prawdopodobnie w klasztorze resawskim, poświęcony despocie serbskiemu. W pracy tej zalecał sztuczne i zawiłe zasady pisowni, oparte na ortografii tyrnowskiej, wyłożył też swe poglądy dotyczące języka. Uważał, że Cyryl i Metody zasadniczo posługiwali się językiem ruskim z domieszką sześciu pozostałych języków słowiańskich. Twierdził, że języki święte tworzą rodzinę, w której hebrajski jest ojcem, grecki matką, a języki słowiańskie potomstwem. Z tego względu zalecał jak najdalej posuniętą dokładność w naśladowaniu wzorów greckich. Dla poszczególnych liter słowiańskich wynajdował w swej pracy fantastyczne objaśnienia, a znaki diakrytyczne porównywał do damskich nakryć głowy. Traktat jakkolwiek ciekawy nie przedstawia wielkiej wartości historycznej czy lingwistycznej. Opracowane przez Konstantyna zasady, zwane redakcją resawską, szczególnie duży wpływ wywarły na Serbię i ziemie zachodnio-bułgarskie. W następnych wiekach przeniknęły z Serbii na górę Athos i na Ruś.  Odmiennie przedstawia się sprawa napisanej przez Konstantyna obszernej biografii Stefana Lazarevicia. Posiadająca formę kroniki biografia, rozpoczyna się od rysu geograficznego Serbii i Bułgarii, a następnie zajmuje się opisem czynów bohatera. Zachowana w rękopisie z XV wieku biografia, stanowi cenne źródło do historii tego okresu. Konstantyn pozostawił też po sobie sprawozdanie z podróży do Palestyny, utwór tylko częściowo oryginalny. 
Dzięki działalności wielu przedstawicieli szkoły tyrnowskiej w Serbii i na ziemiach ruskich rozpowszechniły się w drugiej połowie XIV wieku wpływy kultury bułgarskiej oraz wpływy języka i ortografii starobułgarskiej w języku literackim i kościelnym ruskim.

## Literatura świecka
W XIV-wiecznej Bułgarii rozwinęła się też literatura świecka. Do popularnych utworów należał Fizjolog, czyli Słownik przyrodniczy, zawierający opis minerałów, roślin i zwierząt oraz ich znaczenia duchowego i moralnego. Znane był opowieści o wojnie trojańskiej i czynach Aleksandra Wielkiego tzw. Aleksandria, przełożone z języka greckiego. W XIV wieku wzrosło zainteresowanie przeszłością Bułgarii, powstały przekłady trzech kronik greckich: Georgiosa Hamartolosa z IX wieku, z kontynuacją Szymona Logotety z X wieku, Zonarasa i Konstantyna Manassesa z XII wieku. W Tyrnowie prowadzono działalność rocznikarską. W początkach XV wieku nieznany autor ułożył krótką kroniką opisującą ostatnie lata istnienia państwa bułgarskiego i dzieje walk prowadzonych z Turkami. Rozwijało się również piśmiennictwo zwane apokryficznym, oparte częściowo na przekładach z języka greckiego, częściowo będące twórczością oryginalną. Zajmuje się ono życiem wiejskim, uprawą roli, kwestiami urodzaju, chorób, zdrowia. Inna grupa apokryfów odzwierciedla zainteresowania religijne ludności niezgodne z ortodoksją. Do tego typu utworów należą: Widzenie Izajasza, Enoch i Rozmowa trzech świętych. Najciekawszym może z apokryfów jest  Mędrzec (Razumnik), który w formie pytań i odpowiedzi porusza szereg zagadnień interesujących współczesnych, między innymi jak powstała ziemia i kto ją podtrzymuje, jak powstał pierwszy człowiek, kto pierwszy zajął się rolnictwem, kto krawiectwem itd.
Podbój turecki położył kres rozwijającemu się piśmiennictwu bułgarskiemu. Cerkwie i klasztory zostały podporządkowane patriarsze Konstantynopola, a szereg wyższych stanowisk duchownych objęli Grecy, co spowodowało częściową hellenizację duchowieństwa i piśmiennictwa. Zniknął dwór carski jako centrum kulturalne. Przetrwało jedynie piśmiennictwo ludowe kościelne i apokryficzne zaspokajające potrzeby szerokich rzesz ludności, które pod jarzmem tureckim zachowało poczucie religijnej i etnicznej odrębności.